# Jacques Gouin
Jacques Gouin (2 janvier 1919 - 21 octobre 1987) est un militaire, écrivain, traducteur, et historien canadien.

## Biographie
Deuxième fils de Joseph-Antonin-Elphège Gouin et de Louise Grignon, Jacques Gouin naît à Montréal le 2 janvier 1919. En mai 1942, il se marie à Lucrèce Grisé et le couple aura quatre enfants.
Après des études secondaires au Collège Mont-Saint-Louis, Gouin entreprend à l'Université McGill un baccalauréat spécialisé en langues et littératures française et anglaise qu'il complète en 1941. Puis, de 1946 à 1952, il étudie en histoire et en sciences politiques à l'Université d'Ottawa.
Jacques Gouin s'éteint à Hull le 21 octobre 1987.

## Vie professionnelle

### Seconde Guerre mondiale
Dans le contexte de la Seconde Guerre mondiale, Jacques Gouin s'enrôle dans l'Armée canadienne le 15 juillet 1942. Après ses formations dans plusieurs écoles d'instruction d'officiers, il obtient le grade de lieutenant et rejoint le 4e Régiment d'artillerie moyenne, avec lequel il demeure jusqu'à sa libération de l'armée le 15 octobre 1945. Le 4e Régiment d'artillerie moyenne est la seule unité d'artillerie canadienne de langue française à combattre dans l'Armée canadienne pendant la Seconde Guerre mondiale. Après son débarquement à Courseulles-sur-Mer le 9 juillet 1944 dans le cadre de la campagne pour la libération de l'Europe de l'Ouest, le régiment participe notamment à l'opération Spring, puis à l'opération Totalize à l'été 1944 ainsi qu'à la prise de Boulogne et de Calais en septembre 1944. En novembre de la même année, l'unité prend part à la bataille de l'Escaut.
Dans une lettre écrite le 17 mai 1945, soit à peine une semaine après le jour de la victoire en Europe, Jacques Gouin (alors posté en Allemagne) s'exprime ainsi: 

« Il me semble qu'il est irréel de se sentir si heureux, délivré des inquiétudes incessantes, et à l'épreuve du danger qui nous menaçait toujours impitoyablement pendant la guerre. Eh! Bien oui, il est donc vrai que c'est de l'histoire tout cela, et qu'il n'y a plus d'avions, ni de bombes volantes, ni d'obus, ni rien de tout ce bazar infernal qui a fait frémir l'univers pendant cinq ans. Il est naturel que nous nous réjouissions, car nous avons donné notre part de sacrifices. »

### Fonction publique canadienne
De retour au Canada après la fin de son service militaire, Gouin commence à travailler comme fonctionnaire fédéral. Entre 1945 et 1963, il est traducteur pour plusieurs ministères, soit le ministère des Anciens Combattants, le ministères des Affaires extérieures, le ministère des Postes, ainsi que pour la Chambre des communes et le Sénat.
À partir de 1963, Gouin fait carrière au bureau de la traduction du ministère de la Défense nationale, et occupe successivement les postes de réviseur, de chef adjoint, puis de chef du bureau de la traduction (à partir de 1970). Il est ainsi impliqué dans la traduction française de plusieurs des histoires officielles rédigées et publiées par le ministère de la Défense nationale, notamment Armes, hommes et gouvernement: les politiques de guerre du Canada 1939-1945 (publié en 1970), et Histoire officielle de l'Armée canadienne en Corée: Singulier champs de bataille (publié en 1966). Gouin est aussi chargé de la traduction de plusieurs œuvres commémoratives et de nombreux ouvrages portant sur l'histoire militaire canadienne.
Il prend sa retraite de la fonction publique canadienne en 1974 et s'établit ensuite à Saint-Sauveur-des-Monts.

### Autres engagements et collaborations
En plus d'avoir fondé la revue historique Asticou en 1966, Jacques Gouin collabore à plusieurs quotidiens canadiens-français et revues historiques francophones, dont les suivantes : Québec-Histoire, Revue d'histoire de l'Amérique-française, Revue d'histoire de la Deuxième Guerre mondiale, Journal des traducteurs, et Journal des Pays d'en Haut.
Il est l'un des membres fondateurs de la Société des traducteurs et interprètes du Canada et à la fois membre de la Société historique du Canada, de la Société des écrivains canadiens, et de l'Institut d'histoire de l'Amérique française. Il préside la section Ottawa-Hull de cette dernière en 1970. En 1980, Gouin est récipiendaire du prix David M. Stewart remis par la Fédération des sociétés d'histoire du Québec.
Parallèlement à sa carrière de fonctionnaire, il est chargé de cours à l'École des traducteurs et des interprètes de l'Université d'Ottawa.

## Publications
Outre les traductions d'ouvrages et les collaborations à diverses revues qu'il a effectué dans sa carrière, Jacques Gouin signe lui-même plusieurs ouvrages dont les suivants:
- Histoire politique et militaire de la Seconde Guerre mondiale, 1959
- Par la bouche de nos canons: histoire du 4e Régiment d'artillerie moyenne (1941-1945), 1970
- William Henry Scott ou le destin romanesque et tragique d'un rebelle de 1837, 1972
- Lettres de guerre d'un Québécois (1942-1945)